# Del laberinto al 30
Del laberinto al 30 es una obra de teatro de José Luis Alonso de Santos, estrenada en 1980 en la Sala Cadarso de Madrid en una puesta en escena colectiva del Teatro Libre.

## Argumento
En la consulta de Don José, psiquiatra de profesión, irrumpe un personaje estrafalario que el médico confunde con un paciente. El individuo resulta ser el novio de la secretaria, que llega con la intención de vender una ametralladora a José. El conflicto entre los personajes da lugar a una serie de equívocos que van resolviéndose a lo largo de la obra

## Estreno
- Sala Cadarso, Madrid, 21 de febrero de 1980. 
  - Dirección: Ángel Barreda.
  - Intérpretes: Pedro Miguel Martínez, Paco Mestre, Margarita Piñero.